# آتش‌بس ۲۰۲۳ جنگ غزه
آتش‌بس ۲۰۲۳ جنگ غزه، آتش‌بسی موقت در جنگ اسرائیل و حماس بود که در بازهٔ ۲۴ تا ۳۰ نوامبر ۲۰۲۳ برای مبادله گروگان‌های شبه‌نظامیان با اسرای فلسطینی با میانجی‌گری قطر، مصر و ایالات متحده آمریکا انجام شد. هر دو طرف با وقفه چهار روزه در درگیری موافقت کردند و تمدید آتش‌بس مشروط به آزادی گروگان‌های بیشتر شد. در اسرائیل این معامله، با عنوان عملیات درهای آسمان نامیده شد (عبری: דלתות שמיים‎) و به‌طور یک برنامه فرعی، برای بازپس گرفتن اتباع خارجی، بنام عملیات دست خواهر (عبری: יד אחות‎ نامیده شد).
این آتش‌بس، آزادی ۵۰ گروگان در غزه را در ازای ۱۵۰ اسیر فلسطینی که در اسرائیل به اتهام جرایمی از جمله حمایت از تروریسم، اعمال خشونت‌آمیز و پرتاب سنگ متهم شده بودند، الزامی می‌کرد. در جریان آتش‌بس، طرفین بر ورود کمک‌های بشردوستانه به منطقه محاصره شده توافق کردند.

## پس زمینه
سابقه تبادل اسرا در درگیری فلسطین و اسرائیل وجود دارد که قابل توجه‌ترین آنها، تبادل اسرای گیلاد شالیت در سال ۲۰۱۱ است.
قبل از جنگ سال ۲۰۲۳، اسرائیل بیش از ۵۲۰۰ فلسطینی را به عنوان اسیر جنگی نگه داشته بود که حداقل ۱۷۰ نفر از آنها کودک بودند. حدود ۱۳۱۰ فلسطینی نیز در بازداشت اداری نگهداری می‌شدند. این روشی بود که به اسرائیل اجازه می‌داد که فلسطینی‌ها را به‌طور نامحدود و بدون اتهام یا محاکمه، بازداشت کند.  تا نوامبر ۲۰۲۳، تعداد اسیران فلسطینی به ۱۰۰۰۰ افزایش یافت.
پس از اخراج چندین هزار کارگر بازداشتی غزه، یک کمیسیون فلسطینی مربوط به رسیدگی به امور اسیران و من جمله اسیران سابق، تعداد آنها را حدود ۸۳۰۰ نفر اعلام کرد. برخی از آنها توسط مقامات اسرائیلی، به جرم تروریسم محکوم شده بودند. گزارشگر ویژه سازمان ملل متحد در مورد سرزمین‌های اشغالی فلسطین، بسیاری از محکومیت‌ها را ناشی از «تخلفات متعدد و مکرر به حقوق بین‌الملل و از جمله، نقض آیین دادرسی قانونی که حقانیت اجرای عدالت توسط قدرت اشغالگر را خدشه دار می‌کند» توصیف می‌کند. در مجموع، از سال ۱۹۶۷ تاکنون، اسرائیل یک میلیون فلسطینی متجاوز و تروریست را دستگیر کرده است. ۴۰ درصد از مردان فلسطینی، در مقطعی از زندگی خود، بخاطر اقدامات تجاوزکارانه و عملیات تروریستی، توسط اسرائیل زندانی شده‌اند.

## مذاکرات
حماس قراردادی بنام «همه برای همه» پیشنهاد داد. پیشنهاد ارائه شده توسط حماس، شامل آزاد کردن همه گروگان‌هایی که در غزه نگهداری می‌شدند بود که در ازای آن، حماس، آزادی هزاران فلسطینی را که به جرم‌های مختلف و سنگین در زندان‌های اسرائیل به‌سر می‌بردند، درخواست کرد.
در ۱۳ نوامبر گزارش شد که حماس به میانجی‌های کشور قطر گفته است که این گروه، مایل است تا ۷۰ زن و کودک گروگان گرفته شده را که در غزه به اسارت گرفته شده‌اند، در قبال یک آتش‌بس پنج روزه و بازای آزادی ۲۷۵ زن و کودک که در اسارت اسرائیل به سر می‌برند، آزاد کند.
در ۲۲ نوامبر اعلام شد که اسرائیل و حماس در مورد آتش‌بس و آزادی ۵۰ گروگان به توافق رسیده‌اند و در عوض، دولت اسرائیل، ۱۵۰ اسیر فلسطینی را آزاد خواهد کرد. حماس اذعان کرده است که کودکان جزء اصلی گروگان‌های آزاد شده خواهند بود.
در ۲ دسامبر و چند روز پس از فروپاشی آتش‌بس بین اسرائیل و حماس، صالح العاروری، معاون رئیس دفتر سیاسی حماس، اظهار داشت، تا زمانی که آتش‌بس در غزه برقرار نشود، هیچ اسیر یا گروگان دیگری با اسرائیل مبادله نخواهد شد.

## توافق
توافق آتش‌بس پس از مذاکرات فشرده با میانجیگری قطر حاصل شد. به عنوان بخشی از این توافق، حماس با آزادی حدود ۵۰ گروگان، کودکان و زنان غیرنظامی موافقت کرد. در مقابل، اسرائیل با توقف موقت درگیری‌ها موافقت کرد و اجازه داد کمک‌های بشردوستانه وارد غزه شود.

## آزادی اسیران فلسطینی توسط اسرائیل
به عنوان بخشی از این تبادل نظر، ۱۵۰ زن و کودک فلسطینی، در طی چند روز از زندان‌های اسرائیل آزاد شدند. تا ۲۸ نوامبر ۲۰۲۳، ۱۸۰ زندانی از میان فهرست ۳۰۰ زندانی فلسطینی، آزاد شدند. اسراء جعبیس و عهد تمیمی از جمله زندانیان برجسته آزاد شده این گروه بودند. مقامات اسرائیلی، به سمت اتوبوس‌های حامل زندانیان آزاد شده گاز اشک آور پرتاب کردند. تا پایان آتش‌بس موقت، اسرائیل ۲۴۰ زندانی را آزاد کرد که از این تعداد، ۱۰۷ نفر، زیر سن ۱۸ سال بودند و سه چهارم آنها، به جرمی محکوم نشده بودند، زیرا منتظر محاکمه خود در دادگاه‌های نظامی بودند.
انجمن اسیران فلسطینی اعلام کرد که از زمان آغاز آتش‌بس، تعداد فلسطینیان بازداشت شده، بیشتر از تعداد آزادشدگان آنها بوده است. الجزیره گزارش داد که به ازای هر فلسطینی آزاد شده، یک فلسطینی دیگر دستگیر شده است. در ۲۷ فوریه ۲۰۲۴، پسر نوجوانی که در جریان مبادله زندانیان آزاد شده بود، توسط نیروهای اسرائیلی و بخاطر عملیات تروریستی، دوباره دستگیر شد. در ۲۱ مارس، پسر نوجوان دیگری که در جریان مبادله آزاد شد، در جریان یورش به خانه خانواده اش، دوباره دستگیر شد.
در ۱۲ اوت ۲۰۲۴، طارق داوود ۱۸ ساله که در جریان مبادله اسرا آزاد شده بود، یک حمله تروریستی انجام داد که در طی آن، یک مرد اسرائیلی را به همراه دو فلسطینی به ضرب گلوله، به شدت مجروح کرد. وی به ضرب گلوله نیروهای اسرائیلی کشته شد. در ۱۵ اوت ۲۰۲۴، یکی از زندانیانی که در جریان مبادله اسرا آزاد شد، در حمله پهپادهای اسرائیلی و در حین حمله به نیروهای اسرائیلی، در جریان یک سری عملیات ضد تروریستی، در اردوگاه آوارگان بالاتا کشته شد.

## حوادث در زمان آتش‌بس
در ساعات آغازین آتش‌بس، الجزیره انگلیسی گزارش داد که ارتش اسرائیل به سوی فلسطینی‌هایی که به شهر غزه بازگشته بودند، آتش گشود.

## وضعیت زندانیان
بسیاری از اسرای فلسطینی در اسراییل، در بازداشت اداری نگهداری می‌شوند که به دلیل جرائمی مانند سخنرانیهای تحریک آمیز و اعتراضات خشونت بار و رفتارهای وحشیانه، دستگیر شده‌اند. تخمین زده می‌شود که حدود ۲۰۰۰ فلسطینی، بدون ایراد هیچ اتهامی علیه آنها، در زندان‌های اسرائیل نگهداری می‌شوند و همه افرادی که متهم هستند، در بیش از ۹۹ از موارد، با محکومیت در دادگاه‌های نظامی اسرائیل روبرو هستند. مقامات اسرائیلی، همه زندانیان آزاد شده را «تروریست» نامیده‌اند. آنها به دلیل «جرایم مختلف مربوط به امنیت اسرائیل» از پرتاب سنگ گرفته تا حمایت از تروریسم و اقدام به قتل و سایر عملیات تروریستی بازداشت شده‌اند.
از ۳۰۰ زندانی که در ابتدا آزادی آنها پیشنهاد شده بود، ۱۲۴ نفر زیر ۱۸ سال و ۱۴۶ نفر دیگر ۱۸ ساله بودند که بسیاری از آنها نیز در زندان، به سن ۱۸ سالگی رسیده بودند. از ۲۴۰ زندانی آزاد شده، ۱۰۷ نفر از بین آنها ۱۴ تا ۱۷ سال سن داشتند. از ۱۰۴ پسر زندانی، ۵ نفر ۱۴ ساله و از بین دخترها، ۳ دختر ۱۶ و ۱۷ ساله بودند. ۱۳۳ اسیر باقیمانده، بزرگسال بودند. در بین آنها، ۶۵ جوان ۱۸ ساله بودند، به جز یک نفر که در زندان ۱۹ ساله شد و نیز، ۶۸ زن دیگر در سنین مختلف.
در ۲۴ ژانویه ۲۰۲۴، اسرائیل یک نوجوان را که به عنوان بخشی از مبادله اسرا آزاد شده بود، دوباره دستگیر کرد که خشم گروه‌های فلسطینی، از جمله انجمن اسیران فلسطینی را برانگیخت، زیرا دستگیری مجدد این پسر را، «نقض آشکار» شروط مندرجه در قرارداد مبادله می‌دانستند. به گفته اسرائیل، این جوان هفده ساله، پس از آزادی، دست به «فعالیت‌های تروریستی» زده بود.

## شرایط در زندان
زندانیان آزاد شده، بدرفتاری و کمبود آب و غذای سالم در زندان‌های اسرائیل را توصیف می‌کنند. یکی از زندانیان آزاد شده اظهار داشت: «ما شکنجه شده‌ایم.» زندانیان آزاد شده، با بیان اینکه واحدهای سرکوب زندان، هر روز زندانیان را مورد ضرب و شتم قرار می‌دهند، اظهار داشتند که شرایط زندان‌های اسرائیل، از زمان شروع درگیری در ۷ اکتبر، برای زندانیان فلسطینی بدتر شده است. یک پسر ۱۷ ساله اظهار داشت: پتوها و بالش‌ها، لباس‌های یدکی و روکش پنجره‌های کودکان زندانی برداشته شده است. اسرائیل گفت که از این ادعاها اطلاعی ندارد، اما اعلام کرد که تمام حقوق اولیه مندرج در قانون اعمال شده است و «زندانیان و بازداشت شدگان، حق دارند شکایت خود را ارائه دهند که در اینصورت، توسط مقامات رسمی به‌طور کامل مورد بررسی قرار خواهد گرفت». یک زندانی زن آزاد شده اظهار داشت که اسرائیل، زندانیان را از غذا، دارو و خواب محروم کرده است. یکی از نوجوانان تعریف می‌کند که پزشک زندان، زمانی که پسر برای جراحت دستش دارو می‌خواست، باو خندید. پسر نوجوان دیگری توضیح داد که توسط یک افسر زندان که چکمه‌های فولادی پوشیده بود، برهنه شد و به او لگد زده شد. سایر زندانیان آزاد شده گزارش دادند که با گاز اشک آور، ضرب و شتم، اسپری فلفل و تهدید با اسلحه مواجه شده‌اند. برخی، از جمله نویسنده و روزنامه‌نگار فلسطینیلمی خاطر، گزارش دادند که مورد تهدید به تجاوز جنسی و حمله سگ‌های دهان بسته قرار گرفته‌اند.
سازمان عفو بین‌الملل، از تاریخ ۷ اکتبر، «شکنجه و سایر بدرفتاری‌ها» در زندان‌های اسرائیل را توصیف کرده که در طی آن، حداقل شش زندانی کشته شده‌اند. یک وکیل در آدامیر اظهار داشت که از زمان حمله ۷ اکتبر، زندانیان از مراقبت‌های پزشکی، غذا و آب، ملاقات با خانواده و ملاقات وکیل محروم بوده‌اند. مادر یک نوجوان فلسطینی آزاد شده، از صلیب سرخ خواست تا شرایط زندانهای اسرائیل را بررسی کند.
شواهد جمع‌آوری شده از زنان آزاد شده توسط بتسلیم، نشان می‌دهد که آنها با خشونت شدید و حتی تهدید به تجاوز روبرو شده‌اند.

## محدودیت در گفتار و حرکت
اسرای آزاد شده فلسطینی، در بیانیه ایتامار بن گویر، وزیر امنیت ملی اسرائیل، به اسرای آزاد شده فلسطینی هشدار داده بودند که آزادی خود را جشن نگیرند وگرنه، به زندان بازگردانده خواهند شد. زندانیان آزاد شده، همچنین از فعالیتهای سیاسی، انتشار مطالب سیاسی در شبکه‌های اجتماعی یا شرکت در هرگونه تظاهراتی منع شده‌اند.
مقامات اسرائیلی، به یکی از نوجوانان آزاد شده گفته‌اند که "اجازه ندارد از خانه خود خارج شود، هیچ علامت یا بانری ایجاد کند و اگر هر یک از این قوانین زیر پا گذاشته شود، او دوباره دستگیر شده و آزادیش از وی سلب خواهد شد. پلیس اسرائیل به سوی خانواده زندانیان و حامیان آنها که در بیرون زندان اوفر منتظر بودند، گاز اشک‌آور پرتاب کرد. ساکنان اورشلیم شرقی از «سرکوبی» پیش از آزادی زندانیان خبر دادند. بنا بر گزارش‌ها، حملات اسرائیل به بیتونیا قبل از آزادی زندانیان، برای جلوگیری از برگزاری جشن‌های آنها انجام شد.

## آزادی گروگان‌های اسرائیلی توسط حماس
مهم‌ترین بخش توافق آتش‌بس مربوط به آزادی گروگان‌ها بود. تمدید آتش‌بس مشروط به آزادی گروگان‌ها در دسته‌های کوچک هر ۲۴ ساعت شده بود. در ۲۴ نوامبر ۲۰۲۳، دولت اسرائیل تأیید کرد که ۱۳ گروگان اسرائیلی آزاد شده‌اند. سرتا تاویسین، نخست‌وزیر تایلند، در شبکه‌های اجتماعی تأیید کرد که ۱۲ گروگان تایلندی از غزه آزاد شده‌اند. بعداً در همان روز گزارش شد که از ۲۴ گروگانی که در ۲۴ نوامبر آزاد شدند، در بین آنها ۱۳ شهروند اسرائیلی (که برخی از آنها دو تابعیتی بودند)، ۱۰ شهروند تایلندی و یک شهروند فیلیپینی بودند. این گزارش، توسط وزارت امور خارجه قطر صادر شد. بنا به این گزارش‌ها، تعدادی از شهروندان تایلندی، خارج از توافق آتش‌بس آزاد شدند. تا ۳۰ نوامبر ۲۰۲۳، تعداد ۱۰۵ غیرنظامی آزاد شدند که شامل ۸۱ نفر از اسرائیل، ۲۳ نفر از تایلند و یک نفر از فیلیپین بودند.

## رسیدگی به گروگان‌ها
گروگان‌ها پس از آزادی، از طریق پست بازرسی رفح، ابتدا به مصر و سپس به اسرائیل منتقل شدند. سپس، قبل از فرستادن آنها به ۵ بیمارستان مختلف، برای بررسی وضع سلامتی جسمی و روحی، به پایگاه "هاتزریم" منتقل می‌شوند. متخصصان وزارت رفاه اجتماعی اسرائیل و روانشناسان، دستورالعمل‌هایی را در مورد نحوه رفتار سربازان در موقعیت‌های مختلف و هنگام برقراری ارتباط با کودکان گروگان گرفته شده بازگشته، تهیه کرده‌اند. شخص پاسخگو، نباید بدون رضایت کودک، او را لمس کند و به سؤالات "مادر کجاست؟ کی بابا را خواهم دید؟"، باید از پاسخ‌هایی استفاده کند که مانند واژه‌های زیر باشند: "عزیزم، متاسفم، نمی‌دانم، وظیفه من این است که شما را به اسرائیل و به مکان امنی بیاورم تا افرادی را که می‌شناسید و منتظر شما هستند به شما جواب بدهند، آنها به تمام سوالات شما پاسخ خواهند داد".
همچنین پیشنهاد شد که تا حد امکان، از نام کودکان در هنگام صحبت با آنها استفاده شود. دستورالعمل‌های غذایی نیز برای آزاد شدگان تهیه شد و مقرراتی در مورد عدم بازجویی از کودکان آزاد شده وضع گردید. ضمناً برای مراقبت از آنها، فقط اجازه رسیدگی برای پزشکان زن صادر شد.

## شرایط گروگان‌ها
از ۲۴ گروگان اولیه، همگی در «حالت خوب» گزارش شده بودند. بعداً گزارش شد که اکثر آنها در وضعیت جسمانی خوبی بودند، اما به برخی از آنها دستور داده شد تا در بیمارستان بمانند. تعداد کمی از گروگان‌های آزاد شده، از تجربیات خود صحبت کرده‌اند، آن‌هایی که در این مورد صحبت کرده‌اند، گفته‌اند که در مکان‌های شلوغ، بدون برق و بدون تشک نگهداری شده‌اند.
به گروگان‌ها، غذاهای بسیار کمی داده می‌شد و به برخی از آنها، روزانه فقط یک تکه نان یا مقدار کمی مرغ، برنج، نان، حمص کنسرو شده، پنیر و چای داده می‌شد. بر اساس گزارش‌ها، برخی از کودکان گروگان گرفته شده، مجبور به تماشای فیلم حملات ۷ اکتبر حماس شدند. یک گروگان ۷۸ ساله آزاد شده به کانال ۱۳ گفت: «ما خوب بودیم.»
یک زن ۸۵ ساله به مجله تایم گفت: «با اسرا به خوبی رفتار شد و مراقبت‌های پزشکی، از جمله دارو دریافت کردیم. نگهبانان شرایط محیط را تمیز نگه می‌داشتند.» عمه یک گروگان ۱۲ ساله آزاد شده گفت، که این کودک توسط جنگجویان حماس مورد ضرب و شتم قرار گرفت و افزود که کودکان گریان را با اسلحه تهدید می‌کردند که سکوت کنند. به گفته یک گروگان آزاد شده تایلندی، گروگان‌های اسرائیلی که با او نگهداری می‌شدند، مورد آزار و اذیت ربایندگان قرار گرفتند و از جمله با کابل‌های برق، آنها را مورد ضرب و شتم قرار می‌دادند. او افزود که همه آنها خیلی کم‌تغذیه می‌شدند. معمولاً یک نان پیتا در روز به آنها داده می‌شد و در طول تقریباً دو ماه، فقط یک بار اجازه دوش گرفتن داشتند.
به گفته وزارت بهداری اسرائیل، برخی از زنان مسن آزاد شده، در طول مدت اسارت خود، بین ۸ تا ۱۵ کیلوگرم وزن کم کرده بودند.

## محل‌های نگهداری
گروگان‌ها در مکان‌های مختلف نگهداری می‌شدند. برخی از آنها در شبکه تونل حماس و برخی دیگر در اقامتگاه‌های غیرنظامی نگهداری می‌شدند که از سوی مردم محلی کنترل می‌شدند یا بنا به گزارش‌ها، توسط مردم ارائه شده بودند.
یکی از گروگان‌ها، ورود به خانه‌ای را توصیف کرد که ساکنان آن، آنقدر سریع آن را رها کرده بودند که ماشین لباس‌شویی هنوز کار می‌کرد، در حالی که یکی دیگر گفت که توسط یک معلم اونروا، در اتاق زیر شیروانی نگهداری می‌شد و سومی اظهار کرد که توسط یک معلم «اونروا» نگهداری می‌شد. دکتر «اونروا» در غزه، در واکنش به این گزارشها، آنها را بی اساس خواند و خواستار حذف آن شد. به گزارش جروزالم پست، یک یادداشت اجتماعی در توییتر، مونتاژ گزارش شده وجود موشک‌ها در مدارس «اونروا» را تشریح کرد و معلمان «اونروا» برطبق گزارش‌ها، در حال جشن گرفتن قتل‌عام حماس در ۷ اکتبر بودند.
به گفته انجمن گروگان‌ها و خانواده‌های گمشده، گروگان‌های زن، در قفس نگهداری می‌شدند.